# Rhyparida sparsepunctata
Rhyparida sparsepunctata es una especie de insecto coleóptero de la familia Chrysomelidae. Fue descrita científicamente en 2003 por Medvedev.